# Jamie Davis
Jamie Davis (* 18. April 1981 in Pontefract, West Yorkshire, England) ist ein britischer Schauspieler.

## Leben
Jamie Davis wuchs in Pontefract auf. Dort besuchte er Carleton High School. Im Alter von 13 Jahren begann er zu Schauspielen. Seine erste Schauspielrolle hatte er 1993 mit einer Gastrolle in der Fernsehserie Heartbeat. Es folgten weitere Auftritte in Filmen und Fernsehserien. Von 2004 bis 2005 spielte er Leon Taylor in der Fernsehserie Hex. In denselben Jahren stellte er Harley Lawson in Footballers’ Wives dar. 2009 war er als Robbie Gascoigne in Personal Affairs zu sehen. Außerdem hatte er Auftritte Misfits, Doc Marten, und Shameless.
Momentan lebt Davis mit seiner Ehefrau Lucy und seinem Sohn Noah in Primrose Hill im Norden von London (Stand: 2014).

## Filmografie
- 1993–2003: Heartbeat (Fernsehserie)
- 2003: Trevor’s World of Sport (Fernsehserie, 1 Folge)
- 2003: Doctors (Fernsehserie, 2 Folgen)
- 2004: The Pool (Kurzfilm)
- 2004: Where the Heart Is (Fernsehserie, 2 Folgen)
- 2004–2005: Footballers’ Wives (Fernsehserie, 16 Folgen)
- 2004–2005: Hex (Fernsehserie, 17 Folgen)
- 2005: Footballers’ Wives (Fernsehserie, 2 Folgen)
- 2005: Colour Me Kubrick: A True…ish Story
- 2006: The Amazing Mrs Pritchard (Fernsehserie, 1 Folge)
- 2007: The Sarah Jane Adventures (Fernsehserie, 1 Folge)
- seit 2007: Casualty (Fernsehserie, 37+ Folgen)
- 2008: The Bill (Fernsehserie, 1 Folge)
- 2008: Placebo (Fernsehfilm)
- 2008: Massive (Fernsehserie, 1 Folge)
- 2009: Two Pints of Lager and a Packet of Crisps (Fernsehserie, 1 Folge)
- 2009: Misfits (Fernsehserie, 1 Folge)
- 2009: Personal Affairs (Fernsehserie, 5 Folge)
- 2010: Missing (Fernsehserie, 1 Folge)
- 2010: A Passionate Woman (Fernsehserie, 1 Folge)
- 2011: Candy Cabs (Fernsehserie, 3 Folgen)
- 2011: Victim
- 2011: Doc Martin (Fernsehserie, 1 Folge)
- 2012: Vexed (Fernsehserie, 1 Folge)
- 2012: Shameless (Fernsehserie, 4 Folgen)
- 2012: Switch (Fernsehserie, 5 Folgen)
- 2013: Death in Paradise (Fernsehserie, 1 Folge)